# Dürrnbuch (Geiselwind)
Dürrnbuch (fränkisch: Dännbuch) ist ein Gemeindeteil des Marktes Geiselwind im unterfränkischen Landkreis Kitzingen. Die Gemarkung Krassolzheim hat eine Fläche von 5,544 km². Sie ist in 707 Flurstücke aufgeteilt, die eine durchschnittliche Fläche von 7841,27 m² haben. In ihr liegt neben dem namensgebenden Ort der Gemeindeteil Haag.

## Geografische Lage
In der Gemarkung Dürrnbuch befinden sich der 472 m hohe Herpersberg, der 466 m hohe Trauberg und der Bücherberg als Teil des Steigerwaldes. Das Dorf Dürrnbuch liegt in einer Rodungsinsel am Dürrnbucher Graben, dem linken Oberlauf des Schwarzbachs. Die Kreisstraße KT 51 führt nach Rehweiler (2 km nordöstlich) bzw. zur Staatsstraße 2257 (1,7 km östlich). Eine Gemeindeverbindungsstraße führt nach Haag (1,8 km östlich).

## Geschichte
Der Ortsname von Dürrnbuch weist auf die natürlichen Begebenheiten um das Dorf hin. Das Grundwort -buch war im 13. Jahrhundert weit verbreitet, viele Ortsgründungen an der Steigerwaldstufe entstanden mit diesem Namen. Zur Unterscheidung der teilweise nahe beieinander gelegenen Orte führte man im 14. Jahrhundert Namenszusätze ein. Das Bestimmungswort Dürr- tauchte allerdings erst im 16. Jahrhundert auf und ist ein Hinweis auf Wasserknappheit. Dürrnbuch war also der wasserarme Ort am Buchenwald.
Erstmals erwähnt wurde Dürrnbuch bereits kurz nach der vermuteten Gründung im Jahr 1258. Das Dorf tauchte im Teilungsvertrag von Hermann und Heinrich zu Castell als „villa Buch“ (Dorf Buch) auf. 1303 und 1313 ist ein Ulrich von Wisenprunn mit Gütern in Buch und Langenberg nachgewiesen. In einem Urbar der Burggrafschaft Nürnberg umriss man erstmals die Dorfgröße. 1362 wurde sie für „Buch“ oder „Puch uf der Heyde“ mit neun Huben angegeben. Die Grafen zu Castell vergaben einige Lehen an verdiente Bauern des Dorfes.
Im Jahr 1380 verkaufte der Ritter Erkinger Zollner den Zehnt des Dorfes an die Nürnberger Bürgerin Katharina Gelderin. Zwischen 1384 und 1399 wurde das Dorf „Buch vor dem walde“ genannt. Im Jahr 1426 erwarb der reiche Niederadelige Erkinger von Seinsheim, Herr zu Schwarzenberg den Zehnt über die Dörfer Buch und Haag. Gegen Ende des 15. Jahrhunderts waren mehrere Adelsgeschlechter im Dorf begütert. So erhielten 1480 unter anderem die Herren von Leonrod und die Herren von Vestenberg Lehen von den Casteller Grafen.
Nach dem sogenannten Gnodstadter Heimfall, die Familie starb in männlicher Linie aus, kam Buch wieder ganz zu Castell. Lediglich die Freiherren von Schwarzenberg hielten 1550 noch vier Güter in „Durren Buoch“. 1571 tauschten die Grafen einige Güter in Geiselwind gegen diese Güter ein. 1592 gehörte das Dorf zur Zent Burghaslach in der Grafschaft Castell. Im Jahr 1596 tauchte erstmals die Bezeichnung „Dürrenbuch“ auf. Um 1790 waren alle 14 Dürrnbucher Untertanen Teil des Amtes Rüdenhausen.
Mit dem Gemeindeedikt (frühes 19. Jahrhundert) wurde Dürrnbuch dem Steuerdistrikt Gräfenneuses und der Ruralgemeinde Haag zugeordnet, die bis 1866 auch nach Dürrnbuch benannt wurde. Dürrnbuch wurde ein Obstbaudorf im Steigerwald. Erst 1952 baute man feste Straßen nach Dürrnbuch, zuvor war es lediglich über Feldwege erreichbar. Im Zuge der Gebietsreform in Bayern wurde Dürrnbuch am 1. Januar 1972 nach Geiselwind eingegliedert.

### Einwohnerentwicklung
| Jahr      | 001819 | 001836 | 001840 | 001861 | 001871 | 001885 | 001900 | 001925 | 001950 | 001961 | 001970 | 001987 | 002001 |
| Einwohner | 94     | 85     | 90     | 90     | 86     | 90     | 78     | 90     | 108    | 70     | 57     | 58     | 88     |
| Häuser    | 16     | 12     | 16     |        |        | 15     | 14     | 13     | 11     | 12     |        | 17     |        |
| Quelle    | [ 8 ]  | [ 14 ] | [ 15 ] | [ 16 ] | [ 17 ] | [ 18 ] | [ 19 ] | [ 20 ] | [ 21 ] | [ 22 ] | [ 23 ] | [ 24 ] | [ 1 ]  |

## Kultur und Sehenswürdigkeiten

### Baudenkmäler
In Dürrnbuch gibt es sechs Baudenkmäler:
- Die evangelisch-lutherische Friedhofskapelle des Ortes stammt aus dem Jahr 1851. Das Gebäude ist zum Friedhof hin geöffnet und wurde mit durchlaufenden Holzbänken ausgestattet, die auf Steinquadern ruhen. Ein in die Nordwand des Gotteshauses eingelassener Inschriftenstein verweist auf die Vorgängerkapelle des Jahres 1597.[26]
- Das ehemalige Gasthaus des Ortes stammt aus dem 18./19. Jahrhundert und ist ein Halbwalmdachbau mit Ecklisenen.
- Daneben haben sich in Dürrnbuch einige typische fränkische Bauernhäuser des 19. Jahrhunderts erhalten. Auch die Hoftorpfosten sind sehenswert.

### Brauchtum
Jährlich am 10. Juli begehen Haag und Dürrnbuch mit einem Gottesdienst den „Hagelfeiertag“, der auf Drängen der Bevölkerung zum Andenken an ein schweres Hagelunwetter im Jahr 1844 gestiftet worden sein soll. Ähnliche Brauchtümer gibt es in einigen benachbarten Orten.

### Sage
Während des Dreißigjährigen Krieges lag Dürrnbuch nach häufigen Durchzügen von feindlichen Truppen fast verlassen. Eines Abends klopfte eine Frau am Tor und bat den Dorfschulzen um Herberge im Dorf. Zunächst wollte der Schulze ablehnen, aber als die Frau hörte, dass eine Frau im Ort in den Wehen lag, schob sie den Schulzen zur Seite und pflegte die Wöchnerin tagelang. So rettete die Kathla, wie sie später genannt wurde, der Mutter und dem Kind das Leben.
Die Dorfbevölkerung war dankbar und Kathla erhielt ein kleines Haus im Westen des Ortes. Sie wurde die Hebamme von Dürrnbuch und kannte auch die Kräuter, die den Menschen bei allerlei Krankheiten halfen. Der Dorfbader unterstützte die Kathla und beide einigten sich auf eine Art Arbeitsteilung: Er konzentrierte sich auf die erkrankten Tiere im Dorf und die Kathla kümmerte sich um die Menschen. So erholte sich Dürrnbuch von den Kriegslasten.
Nach dem Ende des Krieges kehrte der Sohn des Baders zurück und brachte den Hexenwahn mit nach Dürrnbuch. Schnell war die Dorfbevölkerung gespalten und Steine flogen gegen das Haus der Kathla. Als ein Nachbar der Kathla ein Kind erwartete, holte er die Hebamme nicht. Er betrat sein Haus und erkannte die schwarze Katze der Kathla, die aus dem Fenster sprang. Nachdem Mutter und Kind die Geburt nicht überlebten, stand die Schuldige sofort fest.
Die Dorfbevölkerung, verleitet vom Sohn des Baders, zog zum Halsgericht und berichtete von den Vorfällen. Die Herrschaft entsandte Bewaffnete, um die Kathla zum peinlichen Verhör zu bringen. Als man aber die Tür zu ihrem Haus aufbrach, entdeckte man die Kathla tot an ihrem Tisch. Nur die Katze fauchte in der Ecke. Seitdem geht die Sage um, dass sich in Dürrnbuch das Unheil des Krieges auch in friedlichen Zeiten wiederholen soll.

## Religion
Dürrnbuch ist evangelisch-lutherisch geprägt und bis heute nach Rehweiler gepfarrt.